# La Nueva Esperanza, La Independencia
La Nueva Esperanza är en ort i Mexiko.   Den ligger i kommunen La Independencia och delstaten Chiapas, i den sydöstra delen av landet, 900 km öster om huvudstaden Mexico City. La Nueva Esperanza ligger 884 meter över havet och antalet invånare är 241.
Terrängen runt La Nueva Esperanza är huvudsakligen kuperad, men den allra närmaste omgivningen är platt. Runt La Nueva Esperanza är det ganska tätbefolkat, med 54 invånare per kvadratkilometer. Närmaste större samhälle är San Isidro el Zapotal, 4,2 km väster om La Nueva Esperanza. I omgivningarna runt La Nueva Esperanza växer huvudsakligen savannskog.